# 新安郡 (西晋)
新都郡，後改稱新安郡，中国東漢末年设置的郡。

## 建置沿革
建安十三年（208年），孙权析丹阳郡置，治所在始新县（今浙江省淳安县千岛湖西北、威坪岛附近）。寻移治贺城（今千岛湖南山岛附近）。領始新、黟、歙、新定、黎陽、休陽（258年左右改海陽）6縣。辖境相当今浙江省淳安县全部、临安市昌化镇西南，安徽省黄山市全部，江西省婺源县。
西晋太康元年（280年），改新都郡置新安郡，属扬州，治所在始新县（今浙江省淳安县西新安江北岸，现已没入千岛湖）。下辖六县：始新县、遂安县（原新定）、黝县、歙县、海宁县（原海陽）和黎阳县，5000户。辖境约当今徽州地区（黄山市、绩溪县）、淳安县、婺源县等地。南朝宋齐梁陈沿置。
隋文帝开皇九年（589年），滅陳，廢新安郡，其地屬歙州。天宝元年（742年）又改新安郡，下辖歙县、黟县、休宁县（今安徽省休宁县海阳镇）、北野县（今安徽省歙县溪头镇）、婺源县（今江西省婺源县清华镇），乾元元年（758年）复为歙州。

## 人口
- 晉武帝太康三年（282年），新安郡有5000戶。[3]
- 宋孝武帝大明八年（464年），新安郡有12058戶，36651口。[4]

## 行政長官

### 新安太守（280年—403年）
- 周嵩，字仲智，汝南安成人，晉安帝建武元年（317年）除，未之郡。[5]
- 郗愔，字方回，高平金乡人，東晉時在任。[6]
- 孫泰，字敬遠，琅邪人，晉安帝隆安二年（398年）伏誅。[7]
- 杜炯，晉安帝隆安二年（398年）離任。[8]
- 殷仲文，晉安帝元兴元年（402年）棄郡投奔桓玄。[9]

### 新安太守（404年—460年）
- 庾登之，字元龍，潁川鄢陵人，宋文帝元嘉元年（424年）離任。[10]
- 羊欣，字敬元，泰山南城人，宋文帝元嘉初在任。[11]
- 沈宣，吳興武康人，宋文帝元嘉中卒官。[12]
- 江秉之，字玄叔，濟陽考城人，宋文帝元嘉十二年（435年）離任。[13]
- 王深，琅邪臨沂人，南朝宋時在任。[14]
- 張鏡，吳郡吳人，南朝宋時在任。[10]
- 臧綽，東莞莒人，南朝宋時在任。[15]
- 王恢之，琅邪臨沂人，南朝宋時在任。[16]
- 何愉之，廬江灊人，南朝宋時在任。[16]
- 孔澄之，南朝宋時在任。[17]

### 新安內史（460年—465年）
- 何亮，廬江灊人，宋孝武帝大明中在任。[18]

### 新安太守（465年—493年）
- 陽伯子，宋明帝泰始二年（466年）八月伏誅。[19]
- 巢尚之，宋明帝泰始中在任。[20]
- 戴法興，會稽山陰人，宋明帝泰始中卒官。[21]
- 沈登之，吳興武康人，宋順帝昇明二年（478年）去職。[22]
- 王慈，字伯寶，琅邪臨沂人，宋、齊之際試守。[23]
- 蔡約，字景撝，濟陽考城人，齊武帝永明初在任。[23]
- 蕭穎冑，字雲長，蘭陵人，齊武帝永明末在任。[24]

### 新安太守（494年—565年）
- 柳惔，字文通，河東解人，齊明帝建武初以無政績，免歸。[25]
- 任昉，字彥昇，樂安博昌人，梁武帝天監六年（507年）出任，七年（508年）卒官。[26]
- 謝覽，字景滌，陳郡陽夏人，梁武帝天監九年（510年）棄郡而逃。[27]
- 王泰，字仲通，琅邪臨沂人，梁武帝天監中在任。[28]
- 臧盾，字宣卿，東莞莒人，梁武帝天監中在任。[29]
- 伏暅，字玄耀，平昌安丘人，梁武帝時在任。[30]
- 王規，字威明，琅邪臨沂人，梁武帝普通三年（522年）以父憂去職。[31]
- 張率，字士簡，吳郡吳人，梁武帝普通中在任。[32]
- 徐摛 字士秀，東海郯人，梁武帝中大通三年（531年）到六年（534年）在任。[33]
- 蕭幾，字德玄，蘭陵人，梁武帝時卒官。[31]
- 蕭隱，蘭陵人，梁武帝太清三年（549年）在任。[34]
- 程靈洗，字玄滌，新安海寧人，梁元帝太清四年（550年）承制時出任。[34]
- 元義，梁蕭棟天正元年（551年）十月被尹思合收補奪兵。[35]
- 陸繕，字士繻，吳郡吳人，陳武帝永定元年（557年）到三年（559年）在任。[36]
- 陸山才，字孔章，吳郡吳人，陳文帝天嘉元年（560年）出任。[37]
- 程文季，字少卿，新安海寧人，陳文帝天嘉二年（561年）到三年（562年）在任。[34]

### 新安內史（565年—582年）
- 劉廣德，南陽涅陽人，陳廢帝光大中離任。[37]
- 程文季，字少卿，新安海寧人，陳宣帝太建五年（573年）到八年（576年）帶。[34]

### 新安太守（582年—589年）
- 項景曜，新安壽昌人，陳後主時在任。[38]

### 新安太守（742年—758年）
- 张某（751年之前）
- 卢涣（天宝年间）
- 崔涣（天宝年间）[39]

## 國主

### 楚新安國（403年—404年）
| 新安國（403年—404年） |          |    |      |             |            |
| 代數                  | 封爵     | 謚 | 姓名 | 在位時間    | 備註       |
| 1                     | 新安郡王 |    | 桓謙 | 403年—404年 | 桓沖第二子 |
| 晉匡復，國除          |          |    |      |             |            |

### 南朝宋新安國（460年—465年）
| 襄陽國（460年）/新安國（460年—465年）/始平國（465年—479年）丨食邑2000戶→1000戶 |                            |        |        |             |                |
| 代數                                                                           | 封爵                       | 謚     | 姓名   | 在位時間    | 備註           |
| 1                                                                              | 襄陽郡王→新安郡王→始平郡王 | 孝敬王 | 劉子鸞 | 460年—466年 | 宋孝武帝第八子 |
| 2                                                                              | 始平郡王                   | 沖王   | 劉延年 | 465年—468年 | 劉景素子       |
| 3                                                                              | 始平郡王                   |        | 劉延之 | 469年—479年 | 劉纂子         |
| 齊受禪，國除                                                                   |                            |        |        |             |                |

### 南朝齊新安國（493年—494年）
| 新安國（493年—494年）丨食邑2000戶 |          |    |        |             |              |
| 代數                              | 封爵     | 謚 | 姓名   | 在位時間    | 備註         |
| 1                                 | 新安郡王 |    | 蕭昭文 | 493年—494年 | 齊文帝第二子 |
| 即皇帝位，國除                    |          |    |        |             |              |

### 南朝陳新安國（565年—582年）
| 新安國（565年—582年） |          |    |        |             |              |
| 代數                  | 封爵     | 謚 | 姓名   | 在位時間    | 備註         |
| 1                     | 新安郡王 |    | 陳伯固 | 565年—582年 | 陳文帝第五子 |
| 伏誅，國除            |          |    |        |             |              |